# Just a Dream (넬리의 노래)
《Just a Dream》은 미국의 랩퍼 넬리의 앨범 5.0에 수록되어 있는 노래이다. 빌보드 핫 100차트에는 3위까지 랭크된 적이 있다.